# Panagiōtīs Triadīs
Panagiōtīs Triadīs (in greco Παναγιώτης Τριάδης?; Herdecke, 9 settembre 1992) è un ex calciatore greco con cittadinanza tedesca, di ruolo centrocampista.

## Carriera

### Club
Ha giocato nella prima divisione dei campionati greco ed indiano.

### Nazionale
Ha giocato sia nelle nazionali giovanili tedesche che in quelle greche.